# مارسيلا مانشيني
مارسيلا مانشيني (بالإيطالية: Marcella Mancini)‏ هي منافسة ألعاب القوى إيطالية، ولدت في 5 سبتمبر 1971 في أسكولي بيتشينو في إيطاليا.

## وصلات خارجية
- مارسيلا مانشيني على موقع الاتحاد الدولي لألعاب القوى (الإنجليزية)
- مارسيلا مانشيني على موقع الاتحاد الإيطالي لألعاب القوى (الإيطالية)